# 세포 표면 수용체

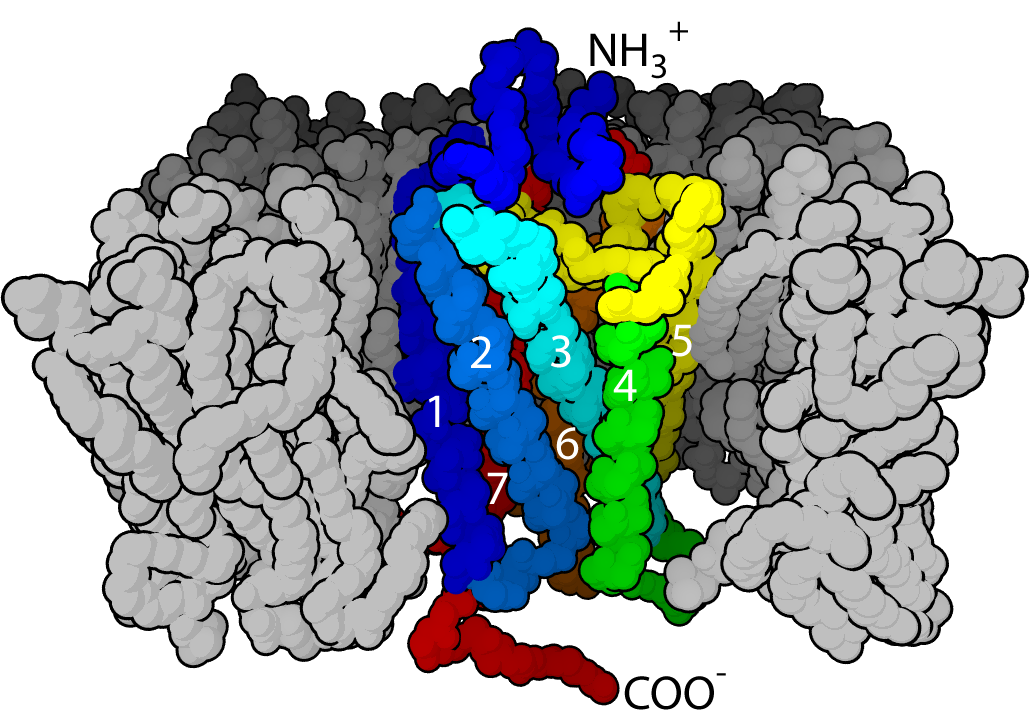
G 단백질 연결 수용체의 7개의 막횡단 α-나선의 구조

세포 표면 수용체(細胞表面受容體, 영어: cell surface receptor)는 세포의 원형질막에 내재된 수용체이다. 막 수용체(膜受容體, 영어: membrane receptor), 막관통 수용체(膜貫通受容體, 영어: transmembrane receptor)라고도 한다. 세포 표면 수용체는 세포 외 분자를 수용(결합)함으로써 세포 신호전달에서 역할을 한다. 세포 표면 수용체는 세포와 세포 외 공간 사이의 소통을 가능하게 하는 특수한 내재성 막 단백질이다. 세포 외 분자는 호르몬, 신경전달물질, 사이토카인, 생장인자, 세포 부착 분자, 영양소일 수 있으며, 이들은 수용체와 반응하여 세포의 대사 및 활성의 변화를 유도한다. 세포 신호전달 과정에서 리간드의 결합은 세포막을 통한 캐스케이드 화학 변화에 영향을 미친다.

## 구조와 작용 기전
많은 막 수용체는 막관통 단백질이며, 당단백질이나 지질단백질 등 여러 가지 종류가 있다. 수백 개의 서로 다른 수용체들이 알려져 있으며 아직 연구해야 할 것들이 많이 남아 있다. 막관통 수용체는 일반적으로 삼차 구조에 따라 분류되어 왔다. 삼차원 구조가 알려져 있지 않다면 막위상에 따라 분류된다. 가장 간단한 수용체의 경우 폴리펩타이드 사슬이 인지질 이중층을 단 한 번 관통하지만, G단백질 연결 수용체(GPCR)는 막을 일곱 번 관통한다. 각 세포막은 여러 가지 종류의 막 수용체를 가지고 있다. 또한 단일 수용체의 분포 위치 역시 제각기 다양하여, 막의 종류나 세포 기능에 따라 그 위치가 달라진다. 종종 수용체는 세포막에서 균등히 분포하지 않고, 한곳에 밀집하여 클러스터를 이루기도 한다.

## 같이 보기
- 2차 전령
- 신경조절물질